# Shanghang (sockenhuvudort i Kina, Jiangxi Sheng, lat 29,11, long 114,44)
Shanghang är en sockenhuvudort i Kina. Den ligger i provinsen Jiangxi, i den sydöstra delen av landet, omkring 150 kilometer väster om provinshuvudstaden Nanchang. Antalet invånare är 16 273. Befolkningen består av 8 386 kvinnor och 7 887 män. Barn under 15 år utgör 27,0 %, vuxna 15-64 år 63 %, och äldre över 65 år 8,0 %.
Runt Shanghang är det ganska tätbefolkat, med 160 invånare per kvadratkilometer. Närmaste större samhälle är Ma'ao, 12,2 km sydväst om Shanghang. I omgivningarna runt Shanghang växer huvudsakligen savannskog.
Genomsnittlig årsnederbörd är 2 181 millimeter. Den regnigaste månaden är maj, med i genomsnitt 349 mm nederbörd, och den torraste är januari, med 56 mm nederbörd.